# Núria Garrote Camuñez
Núria Garrote Camuñez   (Barcelona, 10 de juny de 1997) és una futbolista catalana.
Defensa, s'inicià practicant el futbol sala a un equip del barri de Lloreda de Badalona, juntament amb la seva germana bessona Pilar. Posteriorment, es formà a la cantera del Club Esportiu Sant Gabriel i, als dotze anys, en les categories de formació del Futbol Club Barcelona, amb el qual debutà a la Primera divisió. Amb el club blaugrana, aconseguí dues Lligues espanyoles (2013-14, 2014-15) i una Copa de la Reina (2014). El juny de 2016 fitxà pel Reial Club Deportiu Espanyol i, posteriorment, jugà al Club Esportiu Seagull. El 2021 fitxà pel Futbol Club Levante Las Planas de la Segona divisió estatal. amb el qual aconseguí l'ascens a la Primera divisió. Internacional amb la selecció espanyola en categories inferiors, fou subcampiona del món sub-17 (2014).